# 胡嗣瑗
胡 嗣瑗（こ しえん、中国語: 胡嗣瑗; 拼音: Hú Sìyuàn; ウェード式: Hu Szu-yüan）は清末、中華民国、満州国の政治家。字は琴初、晴初。

## 事績
1903年（光緒29年）、癸卯科進士となり、翰林院編修に任ぜられた。後に公立天津北洋法政学堂総弁となっている。辛亥革命勃発直後に江蘇省で道尹に任ぜられ、後に江蘇督軍馮国璋の下で督軍公署秘書長となった。1917年（民国6年）の張勲復辟に際して張勲に加担し、内閣左丞に任命される。復辟失敗後は罷免され、杭州西湖湖畔に隠棲した。
1924年（民国13年）の北京政変（首都革命）により愛新覚羅溥儀が天津に移されると、胡嗣瑗は清室駐天津弁事処顧問に任ぜられた。満州国建国の活動にも参画し、正式に建国された1932年（大同元年）3月9日に執政府秘書長に任命されている。満州帝国へ改組される直前の1934年（康徳元年）2月28日、参議府参議に転じ、1939年（康徳6年）4月24日まで在任した。満州国滅亡後の1949年に死去。享年81。

## 注
1. ↑  胡嗣瑗の日記（『直廬日記』）による。徐主編（2007）、997頁も1869年（同治8年）生まれと記述。王ほか主編（1996）、1243頁は1878年生まれとしているが、誤りと見られる。
2. 1 2 3 4  王ほか主編（1996）、1243頁。
3. 1 2  徐主編（2007）、997頁。
4. ↑  郭主編（1990）、1750頁。
5. ↑  郭主編（1990）、1768頁。